# Alias (film)
Alias is een Belgische horrorthrillerfilm uit 2002 van Jan Verheyen met Hilde De Baerdemaeker en Geert Hunaerts in de hoofdrollen. Op 13 februari 2002 kwam de film uit in de Vlaamse cinemazalen. Het openingsweekend was goed voor 50.000 bezoekers. Op het einde van de bioscooproulatie in Vlaanderen hadden zo'n 115.000 mensen de film gezien.

## Verhaal
De vriendinnen Eva en Patti zijn er toevallig getuige van hoe een vrouw uit een raam valt en te pletter stort op het voetpad. Meer zelfs, Eva heeft het met haar videocamera gefilmd. Op weg naar het station komen ze Dieter tegen. Eva wordt verliefd op Dieter die niet is wat hij lijkt. Eva voelt zich erg tot hem aangetrokken en gaat met hem mee naar zijn huis. De volgende dag nemen ze afscheid zonder dat er iets gebeurd is.
Een paar dagen later duikt Dieter plots opnieuw op. Eva's vriend is niet blij met deze concurrent, maar ook Patti ruikt nu onraad. Dieter is immers geïnteresseerd in de video-opname van het ongeval en geeft toe dat hij het meisje in kwestie kende. Hij vertelt dat zijn moeder een psychiatrische instelling heeft in Wallonië en dat ze er patiënte was. Na haar ontslag wilde hij haar helpen.
Patti ontdekt echter zijn weerspiegeling in het venster en weet zo dat hij haar duwde. Dieter vermoordt haar echter voor ze Eva kan waarschuwen. Maar Eva heeft bij Dieter pillen gevonden op iemand anders' naam en besluit naar de instelling, "Le Valon", te rijden om achter de waarheid te komen. Aldaar wordt ze ontvangen door Yvonne en Albert. Yvonne vertelt hoe graag ze patiënt Jan had, maar toen die werd overgeplaatst vermoordden ze patiënt Dieter en gaven Jan diens identiteit. Ze maakt ook duidelijk dat Eva niet meer uit de instelling mag vertrekken.
Intussen is Dieter Eva achterna gekomen en het wordt duidelijk dat hij en Yvonne een liefdesrelatie hebben. Yvonne instrueert hem om haar man Albert, die net een graf heeft gedolven voor Eva, om te brengen. Na die taak probeert Dieter Eva te vergassen in zijn auto, maar dat mislukt en hij raakt zelf gewond. Inmiddels is ook Eva's vriend Mark aangekomen om haar te zoeken. Yvonne steekt hem neer met een keukenmes en gaat vervolgens achter Eva aan. Die ontneemt haar het mes en steekt haar neer. Dan duikt plots Dieter op die haar bewusteloos slaat, in het graf sleept en de put begint te vullen. Albert leeft echter nog en maakt haar duidelijk dat hij een pistool bij zich heeft. Eva schiet Dieter er één keer mee in de borst, kruipt uit de put en zijgt neer.
In een korte laatste scene is te zien hoe Eva in een dwangbuis opgesloten zit.

## Rolverdeling

### Hoofdrollen
| Acteur                | Personage  | Rolbeschrijving                                   |
| --------------------- | ---------- | ------------------------------------------------- |
| Hilde De Baerdemaeker | Eva Brandt | protagonist.                                      |
| Geert Hunaerts        | Dieter     | Eva's nieuwe liefde.                              |
| Veerle Dobbelaere     | Patti      | Eva's beste vriendin.                             |
| Hilde Van Mieghem     | Yvonne     | de directrice van en psychiater in de instelling. |
| Pol Goossen           | Albert     | de tandarts in de instelling en Yvonne's man.     |
| Werner De Smedt       | Mark       | Eva's partner.                                    |

### Bijrollen
| Acteur            | Personage | Rolbeschrijving                             |
| ----------------- | --------- | ------------------------------------------- |
| Michael Pas       | Andy      | dief.                                       |
| Tom De Hoog       | Carl      | de andere dief.                             |
| Mathias Coppens   | Steven    |                                             |
| Ilse Van Hoecke   | Tinne     |                                             |
| Els Van Peborgh   | Laryssa   | het meisje dat uit het raam valt.           |
| Veerle Baetens    |           | receptioniste van het autoverhuurbedrijfje. |
| Ron Cornet        |           | veiligheidsagent bij Eva's familiebedrijf.  |
| Alain Van Goethem | Jan       |                                             |